# Мёртв по прибытии (фильм, 1950)
«Мёртв по прибы́тии» (англ. D.O.A.; 1950) — один из классических фильмов-нуар из Национального реестра фильмов Библиотеки Конгресса США. Режиссёром выступил Рудольф Мате, оператор ранних фильмов Дрейера. В США фильм находится в общественном достоянии. Впоследствии было снято несколько ремейков этой относительно малобюджетной ленты.

## Сюжет
В Департамент полиции Лос-Анджелеса входит мужчина: «Я желаю сообщить об убийстве». — Капитан полиции: «Когда было совершено убийство?» — Мужчина: «Прошлым вечером в Сан-Франциско». — Капитан полиции: «Кого убили?» — Мужчина: «Меня».
«Мёртв по прибытии» — первый фильм, в котором главный герой расследует своё собственное убийство. Нотариус Фрэнк Бигелоу — законопослушный обыватель из провинции — втайне от своей девушки приезжает поразвлечься в Сан-Франциско. Всю ночь он кутит в джазовом клубе с незнакомками, а утром чувствует недомогание. Доктор огорошивает его заявлением: «Извините, но вас убили».
Оказывается, накануне Бигелоу был отравлен токсином. Жить ему осталось чуть более суток. Бигелоу — обычный человек, далёкий от преступного мира и не имеющий явных врагов, — лихорадочно спешит выяснить, что стоит за его отравлением. Молниеносное развитие событий приводит его в Лос-Анджелес, в офисное здание, известное как Брэдбери-билдинг. Именно там кроется тайна его убийства.
Бигелоу чувствует себя всё хуже, и события развиваются с быстротой молнии. Почти весь хронометраж представляет собой развёрнутый флешбэк: рассказ Бигелоу полицейским о том, что ему удалось выяснить. Поиски убийцы заставляют его жить более полно и насыщенно, чем прежде. Слишком поздно он понимает, что любовь всей его жизни была рядом с ним, но он не осознавал этого…

## В ролях
- Эдмонд О’Брайен — Фрэнк Бигелоу
- Памела Бриттон — Пола Гибсон
- Лютер Адлер — Мэджак
- Беверли Гарланд — мисс Фостер
- Линн Бэггетт — миссис Филипс
- Уильям Чинг — Хэллидэй
- Генри Харт — Стэнли Филипс
- Нэвилл Брэнд — Честер
- Лоретт Луиз — Марла Ракубян
- Кэрол Хьюз — Китти
- Джесс Киркпатрик — Сэм Хаскелл

## Анализ
Как и многие другие нуары, на поверхности фильм предостерегает мужчин от легкомысленного отношения к своим дамам. Однако в нём заложен более тревожный посыл: смерть человека чаще всего является не результатом его осознанного поведения, а зависит от набора случайных, не контролируемых им обстоятельств.
Главный герой переполнен мыслью о близкой смерти, он бегает по улицам мегаполиса и натыкается на людей, которым нет до этого никакого дела. Девочка играет с шаром, влюблённые приветствуют друг друга, за спиной «ходячего трупа» — стойка с журналами «Жизнь».
По ходу действия «маленький человек» то и дело теряется в огромных, похожих на лабиринт декорациях современных зданий. Эта потерянность созвучна сумбуру в его душе, непониманию причин произошедшего, неспособности смириться с ним. В одной из этих декораций, внутри знаменитого Брэдбери-билдинг, и наступает развязка.

## Факты
Врач, разглядывая иригографию (исследование толстого кишечника посредством введения контрастного вещества с помощью специальной клизмы), говорит главному герою: «Лёгкие в полном порядке, сердце работает».
Мёртв по прибытии (англ. Dead on arrival (DOA), brought in dead (BID)) — термин, применяемый полицией США для пострадавших при различных инцидентах и умерших до прибытия медиков.